# КК Красни октјабр
КК Красни октјабр (рус. Красный Октябрь) je био руски кошаркашки клуб из Волгограда.

## Историја
Клуб је основан 2012. године и у првој сезони се такмичио у Суперлиги Русије. Од сезоне 2013/14. почиње да се такмичи у ВТБ јунајтед лиги. Клуб је учествовао и у Еврокупу у сезони 2015/16. када је елиминисан након прве фазе.
Клуб је престао да се такмичи лета 2016. године.

## Учинак по сезонама
| Сезона   | Ранг | Лига              | Пласман | Резултат      | Куп Русије   | Европско такмичење  | Европско такмичење |
| -------- | ---- | ----------------- | ------- | ------------- | ------------ | ------------------- | ------------------ |
| 2012/13. | 2    | Суперлига Русије  | 11      | –             | –            | –                   | –                  |
| 2013/14. | 1    | ВТБ јунајтед лига | 6       | Осмина финала | Полуфинале   | –                   | –                  |
| 2014/15. | 1    | ВТБ јунајтед лига | 12      | –             | Четвртфинале | –                   | –                  |
| 2015/16. | 1    | ВТБ јунајтед лига | 9       | –             | –            | Еврокуп — Прва фаза |                    |

## Познатији играчи
- Антон Понкрашов
- Хасан Ризвић
- Ромео Травис
- Ламонт Хамилтон